# Fakulta vojenských technologií Univerzity obrany
Fakulta vojenských technologií Univerzity obrany (FVT UO) je fakulta Univerzity obrany se sídlem v Brně. Její základ tvoří zaniklá Vojenská akademie v Brně.
Fakulta vzdělává budoucí důstojníky – vojenské profesionály v technických oborech, a to zejména ve vojensko-technické oblasti strojní, elektrotechnické a v oblasti kybernetické bezpečnosti. Fakulta tedy připravuje velitelsko-technický personál Armády České republiky. Fakulta vzdělává i civilní odborníky pro potřeby státní správy a obranného a bezpečnostního průmyslu.

## Historie
V roce 1951 vznikla v Brně Vojenská technická akademie. V následujících desetiletích vystřídala několik názvů, od roku 1990 nesla název Vojenská akademie v Brně (VA). V 90. letech se počet fakult ustálil na třech. V rámci reformy vojenského školství byly 1. září 2003 Fakulta letectva a protivzdušné obrany a Fakulta vojenskotechnická – druhů vojsk sloučeny ve Fakultu vojenských technologií, která se k 1. září 2004 stala součástí nově zřízené Univerzity obrany se sídlem v Brně. Ta vznikla sloučením VA, Vysoké vojenské školy pozemního vojska ve Vyškově a Vojenské lékařské akademie Jana Evangelisty Purkyně v Hradci Králové.

## Struktura
Fakulta má třináct kateder:
- Katedra zbraní a munice (K-201)
- Katedra bojových a speciálních vozidel (K-202)
- Katedra ženijních technologií (K-203)
- Katedra letectva (K-205)
- Katedra letecké techniky (K-206)
- Katedra komunikačních technologií, elektronického boje a radiolokace (K-207)
- Katedra protivzdušné obrany (K-208)
- Katedra informatiky a kybernetických operací (K-209)
- Katedra vojenské geografie a meteorologie (K-210)
- Katedra vojenské robotiky (K-211)
- Katedra matematiky a fyziky (K-215)
- Katedra strojírenství (K-216)
- Katedra elektrotechniky (K-217)

## Výuka

### Bakalářské studium
- Geografie a meteorologie pro obranu a bezpečnost (tříletý) – civilní studium
- Technologie pro obranu a bezpečnost – strojní (tříletý) – civilní studium
- Letecké a radiotechnické obranné technologie (tříletý) – civilní studium

### Magisterské studium navazující na bakalářské
- Geografie a meteorologie pro obranu a bezpečnost (dvouletý) – civilní studium
- Technologie pro obranu a bezpečnost – strojní (dvouletý) – civilní studium
- Letecké a radiotechnické obranné technologie (dvouletý) – civilní studium

### Magisterské studium
- Vojenské technologie – elektrotechnické (pětiletý) – vojenské studium
- Vojenské technologie – strojní (pětiletý) – vojenské studium
- Kybernetická bezpečnost (pětiletý) – vojenské studium
- Vojenská geografie a meteorologie (pětiletý) – vojenské studium

### Doktorské studium
- Vojenské technologie – strojní (čtyřletý) – vojenské a civilní studium
- Vojenské technologie – elektrotechnické (čtyřletý) – vojenské a civilní studium
- Vojenská geografie a meteorologie (čtyřletý) – vojenské a civilní studium